# Kalifornischer Lorbeer

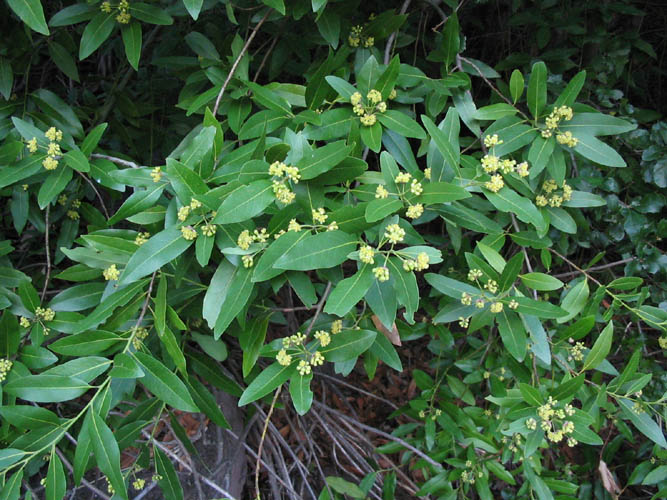
Blätter und Blütenstände

Der Kalifornische Lorbeer (Umbellularia californica), auch Berglorbeer oder Kalifornischer Berglorbeer genannt, ist eine im westlichen Nordamerika heimische Laubbaumart aus der Familie der Lorbeergewächse (Lauraceae). Sie ist die einzige Art der monotypischen Gattung Umbellularia. In den Vereinigten Staaten wird diese Baumart je nach Standort als Oregon Myrtle(wood) oder als California Bay Laurel sowie als Pepperwood, Myrtlewood bezeichnet.

## Beschreibung

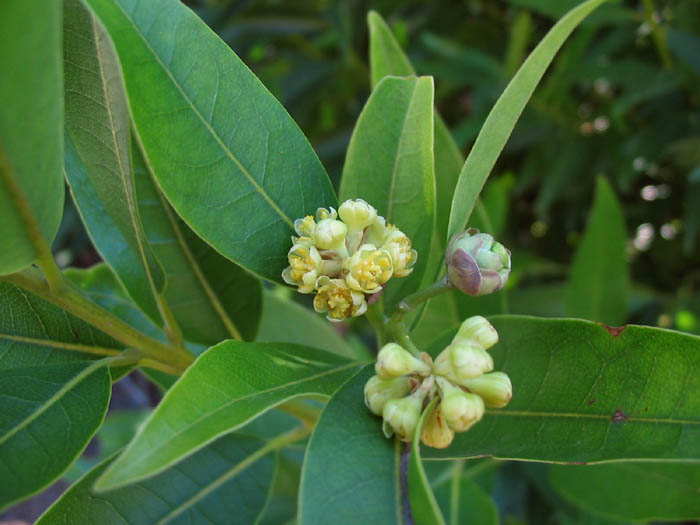
Blütenstand

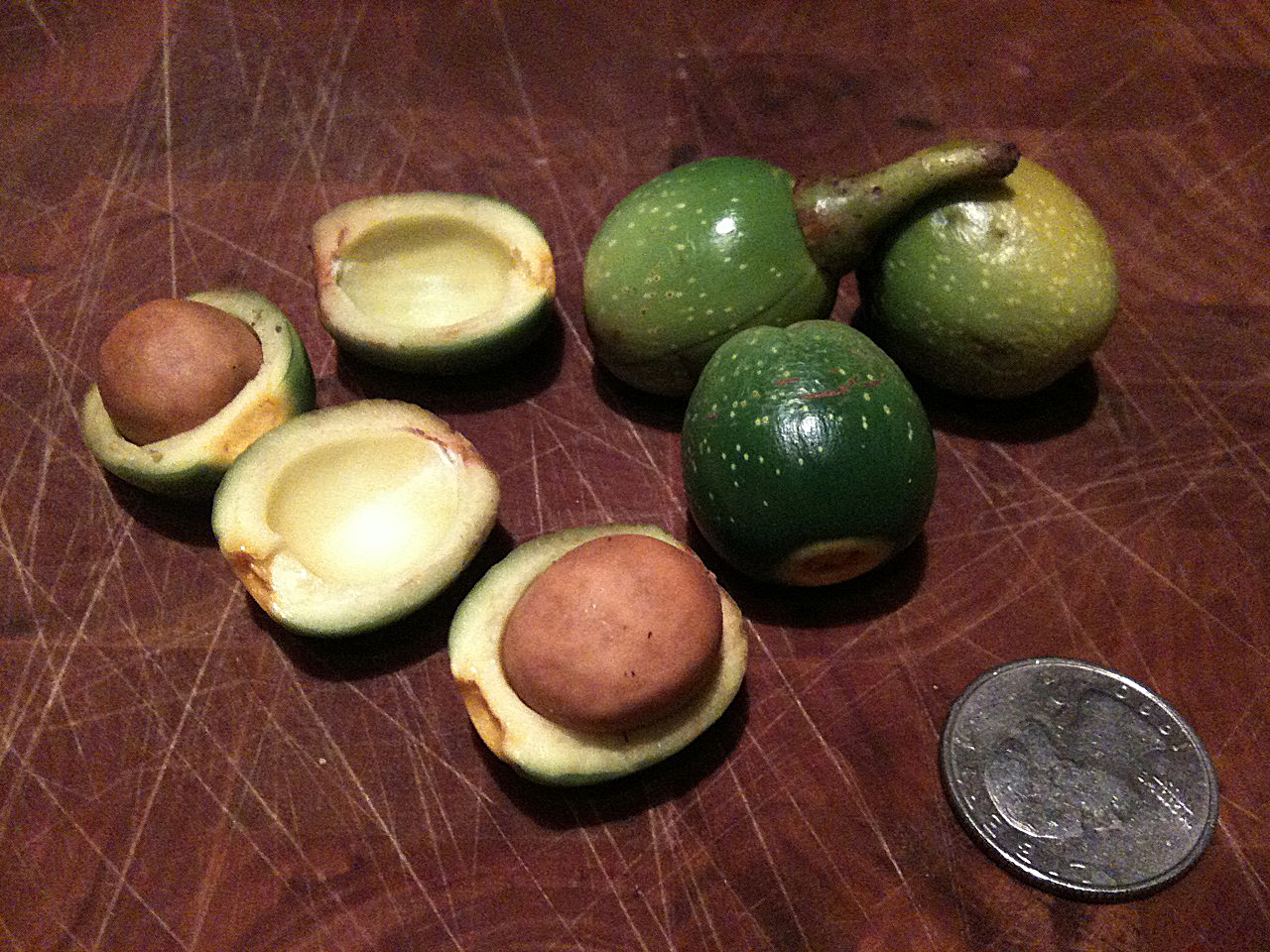
Unreife Früchte und Steinkerne

Der Kalifornische Lorbeer wächst als immergrüner Strauch oder Baum und kann Wuchshöhen von bis über 25 m, in Ausnahmefällen auch bis über 50 m erreichen und der Stammdurchmesser bis über 200 cm. Die Baumkrone ist hochgewölbt mit dicht stehenden, gerade ansteigenden Ästen. Die mehr oder weniger dicke Borke ist gräulich und rissig bis furchig. Die Rinde der jungen Zweige ist dunkelgrün.
Die einfachen, ledrigen und kurz gestielten Laubblätter sind wechselständig und etwa 6 bis 10 cm lang und 3 cm breit. Der kurze Blattstiel ist bis etwa 1 cm lang. Sie sind eiförmig, -lanzettlich bis verkehrt-eilanzettlich sowie kahl, ganzrandig und rundspitzig bis zugespitzt. Die glänzenden Blätter haben eine helle Mittelrippe. Zerriebene Blätter duften intensiv süß-aromatisch und fruchtig; der stechend starke Duft kann bei längerem Einatmen Kopfschmerzen verursachen.
Die Blütezeit fällt in den Winter bis Vorfrühling. Die grünlich-gelben, kleinen und kurz gestielten Blüten stehen zu fünft bis zehnt in kleinen, gestielten, achsel- oder endständigen Pseudodolden die anfänglich von mehreren abfallenden Deckblättern eingehüllt sind. Die Blüten sind dreizählig und zwittrig mit einfacher Blütenhülle. Alle meist sechs Blütenhüllblätter sind gleichgestaltet. Von den drei Kreisen aus je drei kurzen Staubblättern ist beim innersten Kreis an der Basis jedes Staubblatts ein Paar Drüsen ausgebildet. Die Staubfäden sind länger als die Staubbeutel. Diese sind vierkammerig, die Pollensäcke sind in zwei Paaren übereinander angeordnet. Die Staubbeutel der äußeren zwei Kreise sind nach innen, die des inneren Kreises nach außen gewendet. Ein vierter Kreis mit minimalen, sterilen Staubblättern (Staminodien) ist ausgebildet. Der einkammerige Fruchtknoten ist mittelständig mit kurzem Griffel.
Die olivenähnlichen und glatten Steinfrüchte sind etwa 2,5 cm groß und eiförmig. Sie sind zunächst grün, im Reifezustand purpurrot. Das Fruchtfleisch umgibt einen einzelnen harten und dünnschaligen, rundlichen, braunen, glatten Steinkern. Der Blütenboden ist klein und flach, die Frucht wird von einem kleinen, leicht gelappten „Fruchtbecher“ getragen, der an einem verdickten Stiel steht.
Die Chromosomenzahl beträgt 2n = 24.

## Verbreitung
Die Heimat des Kalifornischen Lorbeer liegt im Küstengebiet der US-Bundesstaaten Oregon und Kalifornien.
Die Vorkommen reichen vom Douglas County in Oregon südwärts entlang der Pazifikküste bis ins kalifornische San Diego County. Landeinwärts werden westliche Berghänge der Sierra Nevada ebenso besiedelt. Der Kalifornische Lorbeer kommt in Höhenlagen vom Meeresspiegel bis zu 1600 m vor.
In Mitteleuropa ist der Baum für die Kultur im Freien nur in milden Gegenden (Rhein) mit Schutz in der Jugend geeignet, da er nicht sehr winterhart ist. Nach Frostschäden wie im Februar 2012 treiben die Büsche jedoch im Sommer wieder stark aus. Auf den Britischen Inseln und im Mittelmeerraum wird er vereinzelt in Gärten gepflanzt. Die Vermehrung aus Samen ist einfach.

## Nutzung
Die Pflanze enthält ungesunde bis giftige Bestandteile; keine Pflanzenteile sollen als Nahrung genutzt werden.
Nach anderen Quellen wird die Pflanze jedoch in der Küche verwendet. Die Blätter werden ähnlich Lorbeerblättern zum Kochen verwendet; sie schmecken jedoch wesentlich strenger als Lorbeerblätter und müssen deshalb sparsamer dosiert werden.
Die Nüsse sind essbar, wenn sie geröstet werden.
Das Holz ist sehr hart, es wird zur Herstellung von Holzschüsseln, Holzlöffeln und anderen kleineren Gegenständen verwendet. Seit einiger Zeit wird es auch zum Bau von akustischen Gitarren im gehobenen Preissegment genutzt. Boden und Zargen (Seitenwände) der Gitarren können aus dem sogenannten Oregon Myrtlewood bestehen.
Auch gibt es Myrte(n)-Maser, ein Edelholz, aus den Maserknollen.
Der Baum wird entlang der pazifischen Küste bis nach Vancouver in Kanada als Zierbaum gepflanzt, ebenso in klimatisch begünstigten Gegenden Europas mit milden Wintern.

## Systematik
Manche Autoren unterscheiden innerhalb der Art folgende zwei Varietäten:
- Umbellularia californica var. californica
- Umbellularia californica var. fresnensis Eastwood